# David Coulibaly
David Daouda Coulibaly (ur. 21 stycznia 1978 w Roubaix) – piłkarz malijski grający na pozycji bocznego pomocnika.

## Kariera klubowa
Coulibaly urodził się w Roubaix, w rodzinie pochodzenia malijskiego. Karierę piłkarską rozpoczął w Lille OSC. W 1995 roku awansował do kadry pierwszego zespołu, a 18 maja 1996 zadebiutował w Ligue 1 w przegranym 0:2 domowym meczu z Girondins Bordeaux. Zawodnikiem Lille Malijczyk był przez 4 sezony, rozgrywając 25 spotkań w lidze i grając głównie w rezerwach Lille. W 1997 roku spadł z nim z Ligue 1 do Ligue 2.
Na początku 2000 roku Coulibaly został zawodnikiem LB Châteauroux. Zadebiutował w nim 5 lutego 2000 w wygranym 3:1 domowym meczu ze Stade Lavallois. W Châteauroux grał do lata 2004 roku z półroczną przerwą na występy w ES Wasquehal wiosną 2003.
Kolejnym klubem w karierze Coulibaly'ego był Chamois Niortais FC. Zadebiutował w nim 17 grudnia 2004 w meczu z FC Gueugnon (1:1). W 2005 roku odszedł do Grenoble Foot 38 (debiut: 29 lipca 2005 w przegranym 0:3 meczu z Amiens SC). Latem 2007 ponownie zmienił klub i przeszedł do trzecioligowego Tours FC. W 2008 roku został na sezon wypożyczony do AC Arles, a latem 2009 stał się wolnym zawodnikiem.
| Sezon   | Klub                | Kraj    | Rozgrywki            | Mecze | Bramki |
| ------- | ------------------- | ------- | -------------------- | ----- | ------ |
| 1995/96 | Lille OSC           | Francja | Ligue 1              | 1     | 0      |
| 1996/97 | Lille OSC           | Francja | Ligue 1              | 5     | 0      |
| 1997/98 | Lille OSC           | Francja | Ligue 2              | 4     | 0      |
| 1998/99 | Lille OSC           | Francja | Ligue 2              | 13    | 0      |
| 1999/00 | Lille OSC           | Francja | Ligue 2              | 2     | 0      |
| 1999/00 | LB Châteauroux      | Francja | Ligue 2              | 12    | 1      |
| 2000/01 | LB Châteauroux      | Francja | Ligue 2              | 25    | 3      |
| 2001/02 | LB Châteauroux      | Francja | Ligue 2              | 31    | 1      |
| 2002/03 | LB Châteauroux      | Francja | Ligue 2              | 15    | 0      |
| 2002/03 | ES Wasquehal        | Francja | Ligue 2              | 13    | 0      |
| 2003/04 | LB Châteauroux      | Francja | Ligue 2              | 25    | 2      |
| 2004/05 | Chamois Niortais FC | Francja | Ligue 2              | 17    | 0      |
| 2005/06 | Grenoble Foot 38    | Francja | Ligue 2              | 30    | 0      |
| 2006/07 | Grenoble Foot 38    | Francja | Ligue 2              | 20    | 0      |
| 2007/08 | Tours FC            | Francja | Championnat National | 31    | 1      |
| 2008/09 | AC Arles            | Francja | Championnat National | 9     | 0      |

## Kariera reprezentacyjna
W reprezentacji Mali Coulibaly zadebiutował w 2000 roku. W 2002 roku wystąpił we 2 meczach Pucharu Narodów Afryki 2002: z Liberią (0:0) i z Nigerią (1:1). W 2004 roku został powołany do kadry na Puchar Narodów Afryki 2004, na którym Mali zajęło 4. miejsce. Tam rozegrał 3 spotkania: z Burkina Faso (3:1), z Senegalem (1:1), półfinale z Marokiem (0:4) i o 3. miejsce z Nigerią (1:2).